# Караганды (река)
Караганды — река в России, протекает по Адамовскому и Новоорскому районам Оренбургской области. Устье реки находится в 94 км от устья реки Большой Кумак по правому берегу. Длина реки составляет 18 км.

## Данные водного реестра
По данным государственного водного реестра России относится к Уральскому бассейновому округу, водохозяйственный участок реки — Урал от Ириклинского гидроузла до города Орск. Речной бассейн реки — Урал (российская часть бассейна).
Код объекта в государственном водном реестре — 12010000412112200003222.